# Vihuri
Vihuri (även V 1, tidigare TK 141 i sovjetisk tjänst) var en finländsk torpedbåt som tjänstgjorde under det andra världskriget i den finländska marinen. Viima var byggd i aluminium och var av sovjetisk G 5-klass. Dessa torpedbåtar släppte av sina torpeder i aktern längs en torpedränna, så båten måste färdas snabbare än torpederna för att hinna undan. Fartyget erövrades vid Björkö 1941 där den övergivits av de flyende sovjetiska trupperna. Båten togs dock i bruk först 1943.

## Fartyg av klassen
- Vasama
- Vihuri
- Viima
- V 3